# Idiataphe batesi
Idiataphe batesi är en trollsländeart som först beskrevs av Friedrich Ris 1913.  Idiataphe batesi ingår i släktet Idiataphe och familjen segeltrollsländor. Inga underarter finns listade i Catalogue of Life.